# تايلور نيلسون
تايلور نيلسون هو لاعب هوكي الجليد كندي، ولد في 3 مايو 1988 في ريجاينا في كندا.

## وصلات خارجية
- تايلور نيلسون على موقع دوري الهوكي الوطني (الإنجليزية)
- تايلور نيلسون على موقع EliteProspects.com (الإنجليزية)
- تايلور نيلسون على موقع HockeyDB.com (الإنجليزية)